# 价格/工资螺旋
在宏观经济学中，价格/工资螺旋（英語：Price/wage Spiral）是一种用于解释工资上涨与物价上涨/通货膨胀之间因果关系的宏观经济理论。工资/价格螺旋表明，工资上涨会增加可支配收入，从而增加对商品的需求并导致价格上涨。价格上涨增加了对更高工资的需求，这导致更高的生产成本和进一步的价格上涨压力，从而形成螺旋式价格上升。
价格/工资螺旋可能是由于高总需求加上接近充分就业或由于石油价格上涨等供应冲击而开始的。在这个过程中，工资上涨导致价格上涨，通货膨胀恶化进而导致工资上涨，期间没有肯定的首要因素。这个螺旋中有两个独立的元素共存和相互作用：
- 企业主提高价格以保护利润率免受包括名义工资成本在内的成本上升的影响，并防止利润率的实际价值下降。
- 工薪阶层试图提高税后工资以赶上通货膨胀以防止实际工资下降。为使购买力与消费者价格指数（CPI）反映的成本上升保持一致，税后工资的增长速度必须快于CPI本身。